# Werchterplein

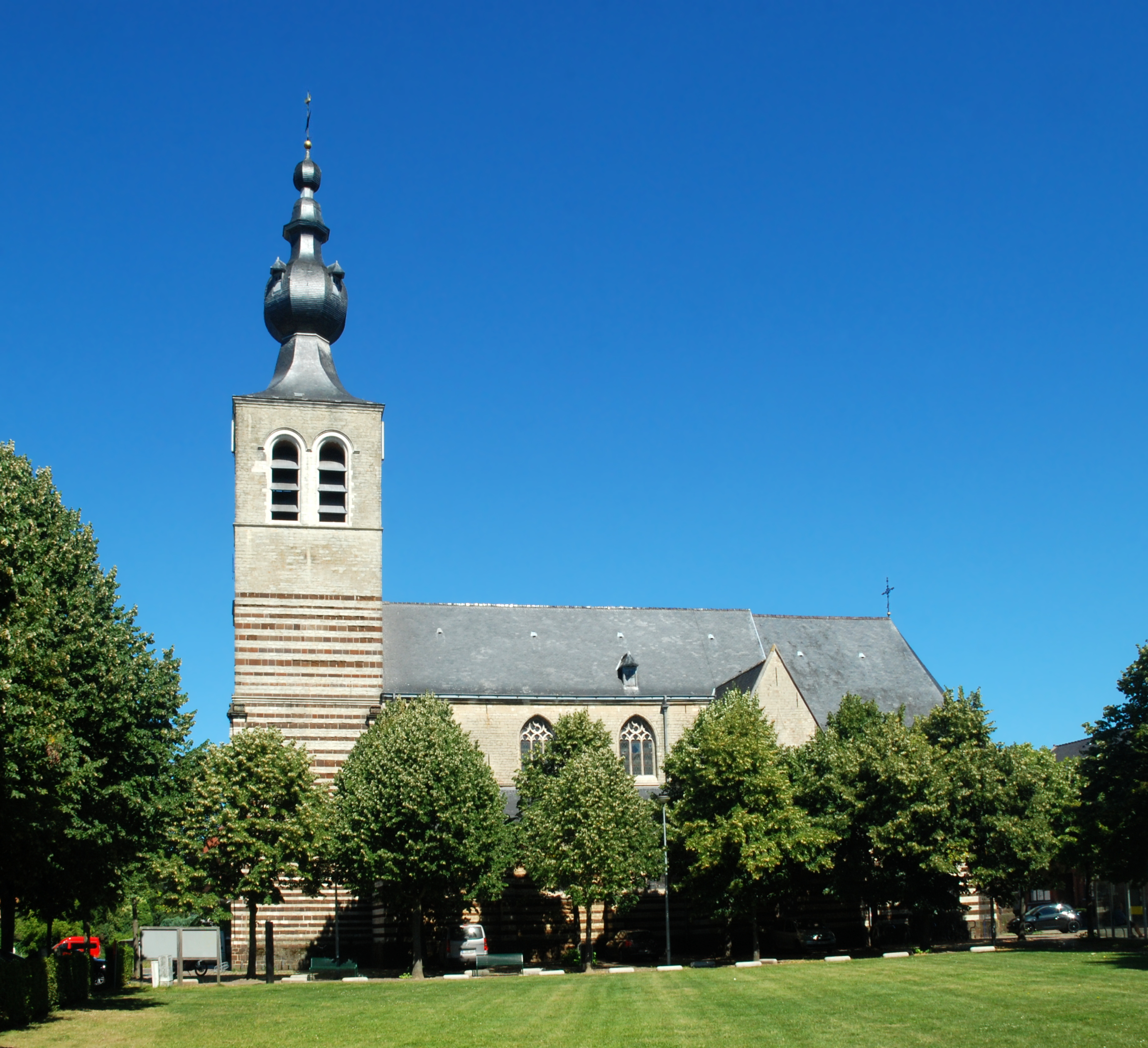
Werchterplein

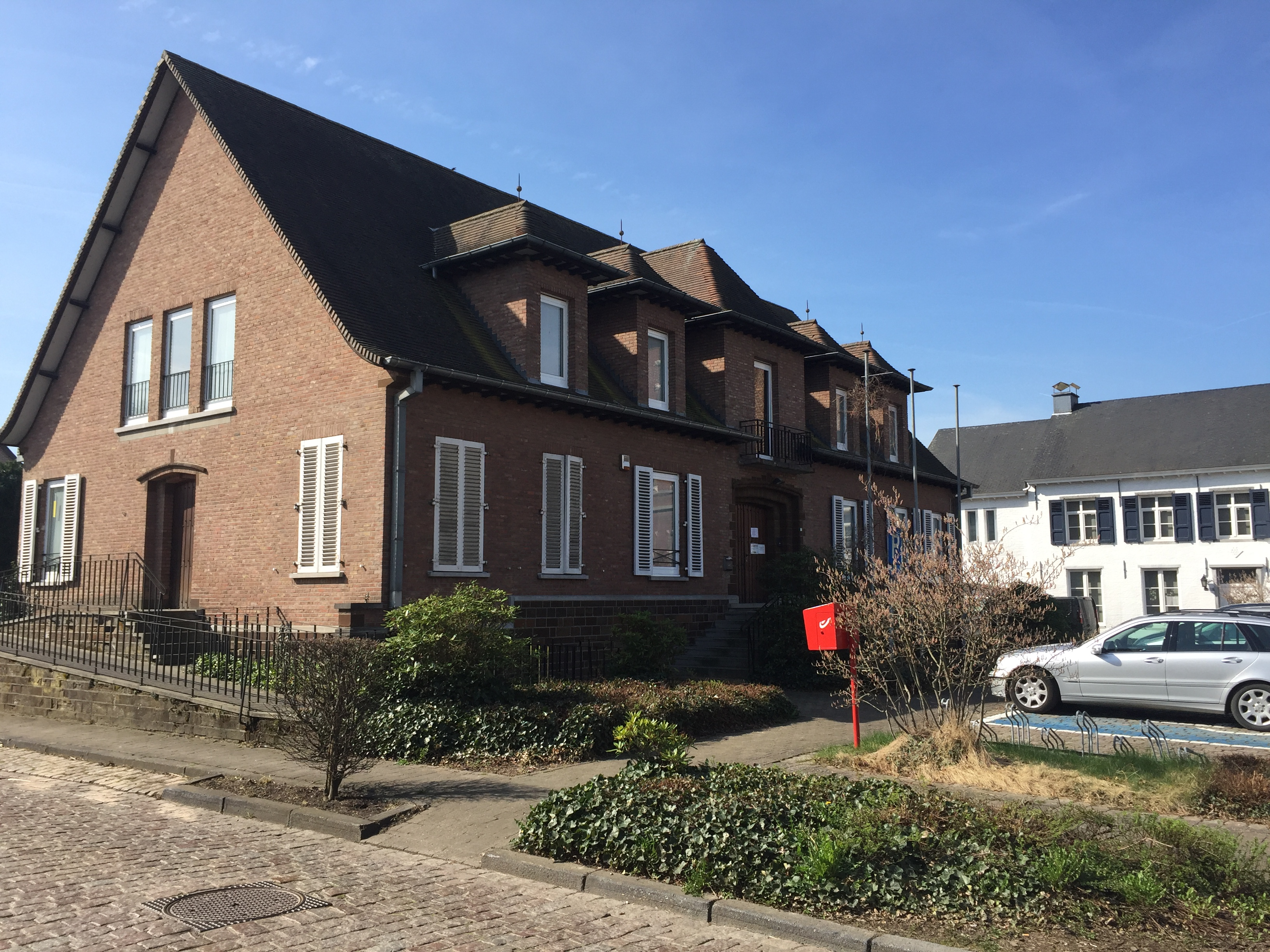
Het vroegere gemeentehuis

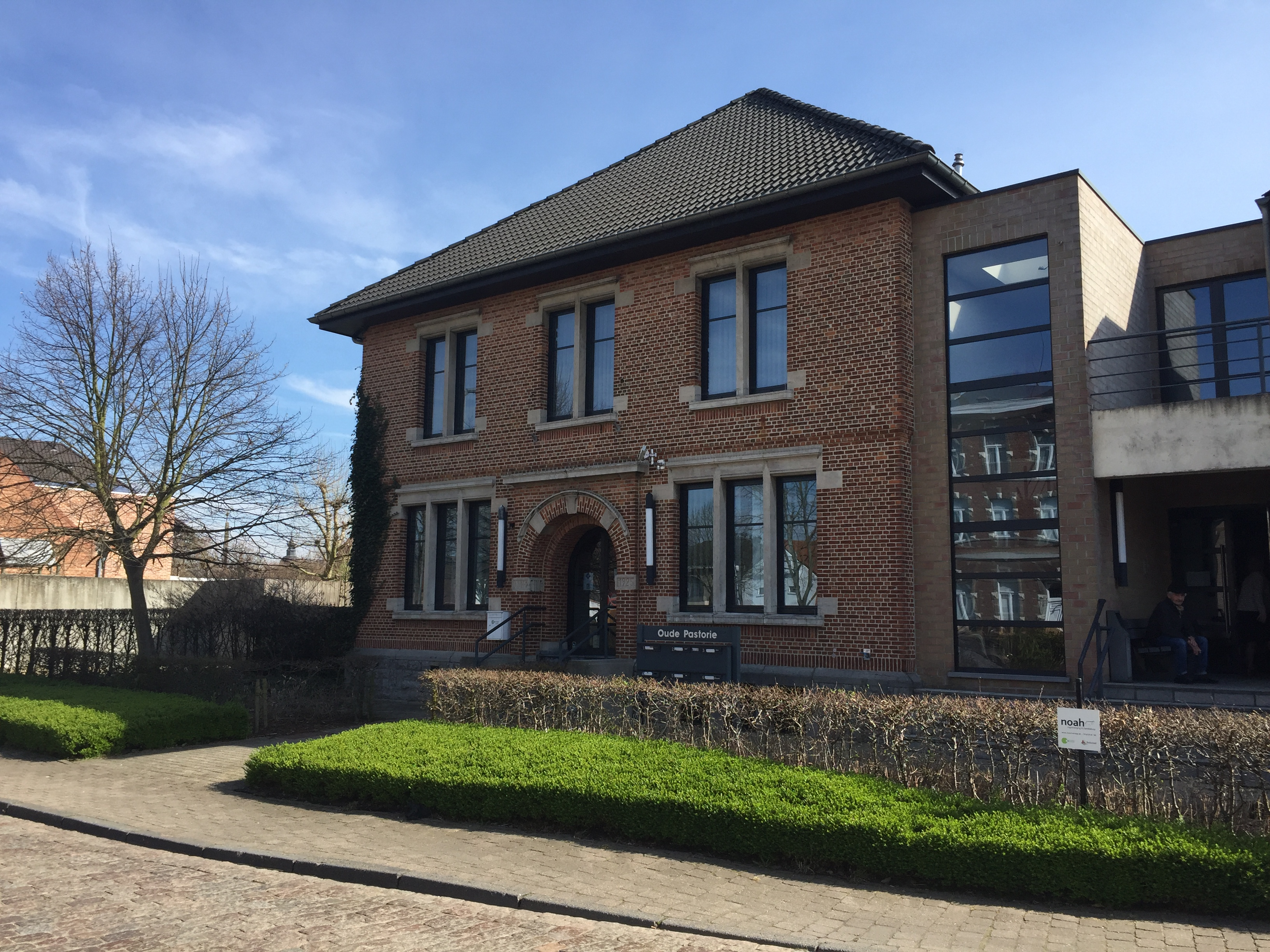
De oude Pastorie

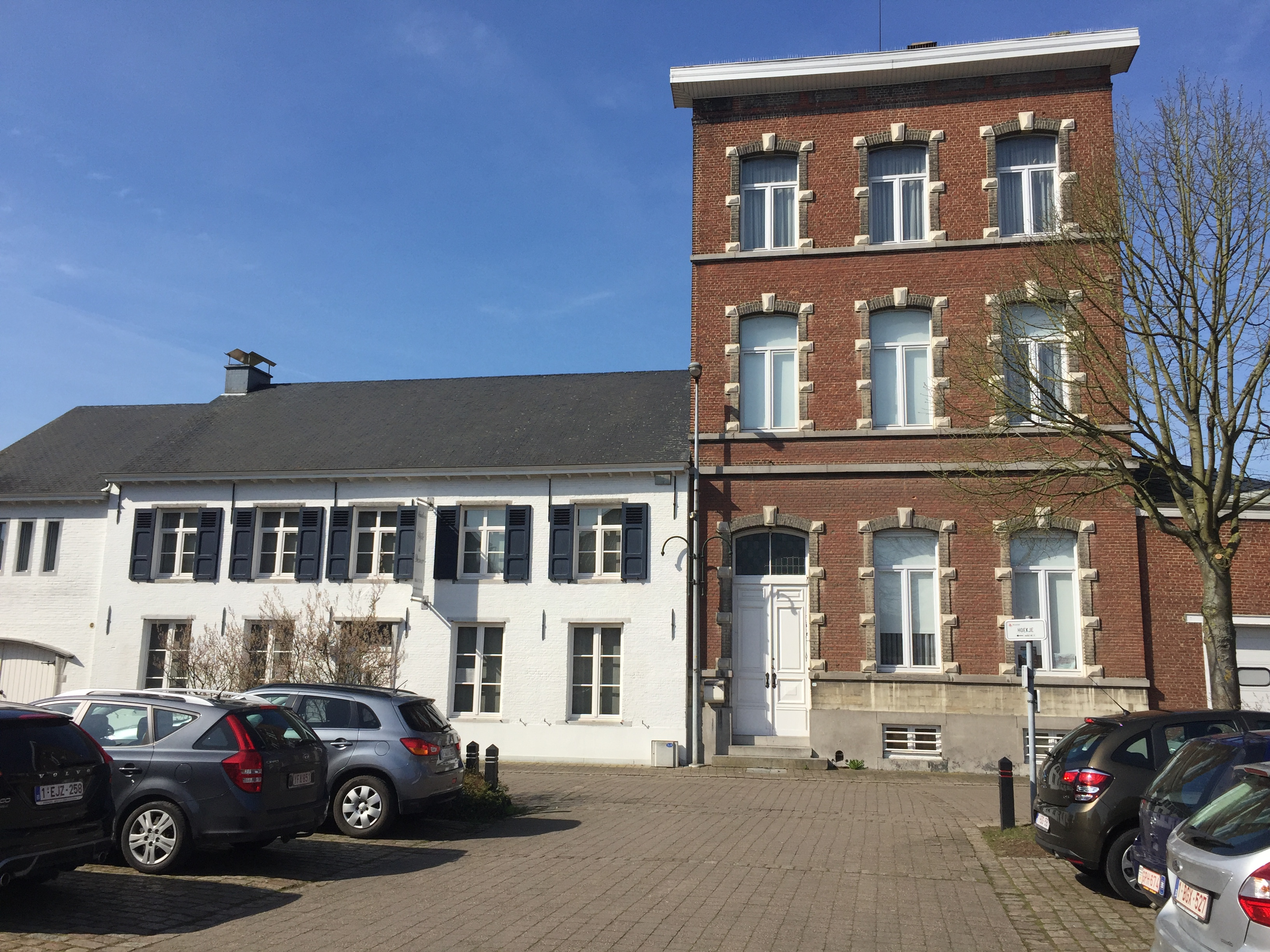
Oud Herenhuis op Werchterplein

Werchterplein is het plein rond de Sint-Jan-Baptistkerk in het centrum van Werchter, een deelgemeente van Rotselaar in de Belgische provincie Vlaams-Brabant.
Naast de kerk ligt een grasplein, wat vroeger het kerkhof was. In de beginjaren van Rock Werchter werd het plein tijdens dat muziekfestival gebruikt als tentenkamp en nadien werd het meerdere jaren tijdelijk ingericht als fietsenstalling.

## Gebouwen
De meest opvallende gebouwen zijn er:
- de kerk
- het vroegere gemeentehuis
- de pastoorswoning
- een groot herenhuis

### De Kerk
Er is een grote gelijkenis met de kerk van het naburige Aarschot, omdat beide gebouwen opvallen door de "speklagen": in het onderste deel zijn afwisselend kalk- en bruine ijzerzandsteenlagen aangebracht.

### Het vroegere gemeentehuis
Na de fusie met Rotselaar werd dit gebouw gebruikt als administratief centrum van het OCMW. In 2016 verhuisden deze diensten naar de nieuwe locatie in het centrum van Rotselaar. Eind van datzelfde jaar werd het leegstaand gebouw verkocht aan een projectontwikkelaar die er volgens de overeenkomst met de gemeente 20 tot 25 assistentiewoningen zal realiseren.

### De pastoorswoning
Dit gebouw werd door de gemeente volledig gerenoveerd om er het Lokaal Dienstencentrum (LDC) van het OCMW in onder te brengen en kreeg de naam "de oude pastorie". Daarnaast kwam er ook een nieuwbouw met 4 seniorenflats.

### Een groot herenhuis
De familie Van Roost, die oprichter en eigenaar was van de brouwerij Jack-Op in Werchter, bezat in deze gemeente heel wat eigendommen, waaronder een aantal huizen rond het Werchterplein. Eén daarvan is het imposante herenhuis.